# پوداوتسه
پوداوتسه (به لهستانی:  Podawce) یک روستا در لهستان است که در گمینا پاپروتنگا واقع شده‌است.